# Eusterinx furva
Eusterinx furva är en stekelart som beskrevs av Dasch 1992. Eusterinx furva ingår i släktet Eusterinx och familjen brokparasitsteklar. Inga underarter finns listade i Catalogue of Life.